# Jiří Novák (1969)
Jiří Novák (* 26. října 1969) je bývalý český fotbalista, útočník.

## Fotbalová kariéra
Hrál za Slavii Praha, FK Dukla Praha, FC Slovan Liberec, Fortunu Düsseldorf, FK Jablonec, SK Dynamo České Budějovice a Bohemians. V lize odehrál 168 utkání a dal 27 gólů. Za dorosteneckou reprezentaci nastoupil v 38 utkáních a dal 8 gólů, za reprezentaci do 21 let nastoupil v 13 utkáních a dal 1 gól.